# فیلیبرت کومرسون
فیلیبرت کومرسون (انگلیسی: Philibert Commerson; ۱۸ نوامبر ۱۷۲۷ – ۱۳ مارس ۱۷۷۳) دانشمند در زمینه گیاه‌شناسی اهل فرانسه بود.